# A Cusima Maru elsüllyesztése
A Cusima Maru japán kereskedelmi hajót egy amerikai tengeralattjáró süllyesztette el 1944. augusztus 22-én.

## Története
1944-ben a csendes-óceáni hadszíntér egyre közelebb került Okinavához. A közelgő támadás keltette félelem miatt civileket, gyerekeket evakuáltak a szigetről. A Cusima Maru 1944. augusztus 21-én futott ki Naha kikötőjéből, 1788 emberrel, köztük nyolc okinavai iskola tanulóival a fedélzetén. A gőzös a Rjúkjú-szigetek felé indult. Augusztus 22-én, 22 órakor a Kagosima közelében fekvő Akuszeki-szigetnél a USS Bowfish amerikai búvárhajó megtorpedózta, és a Cusima Maru elsüllyedt. 1484 ember a tengerbe veszett.
A fedélzeten tartózkodó 834 gyerekből 775, a 827 felnőtt utasból 709 halt meg. A 86 fős legénység 24 tagja, a hajóra szerelt tüzérségi fegyverek 41 kezelője közül 21 vesztette életét.

## Múzeum
A szerencsétlenségnek emléket állító múzeum Nahában működik. Az intézményben rekonstruálták azokat a raktereket, amelyekben a gyerekek szállásait berendezték az útra. A vitrinekben a halottak fényképeit, személyes tárgyait, fennmaradt leveleit állították ki. 2023-ban a belépődíj 500 jen volt.